# Kaple svaté Rozálie (Arnultovice)
Kaple svaté Rozálie je nevelká kaple v Arnultovicích, od roku 1942 místní části města Nový Bor. Je chráněna jako kulturní památka.

## Popis

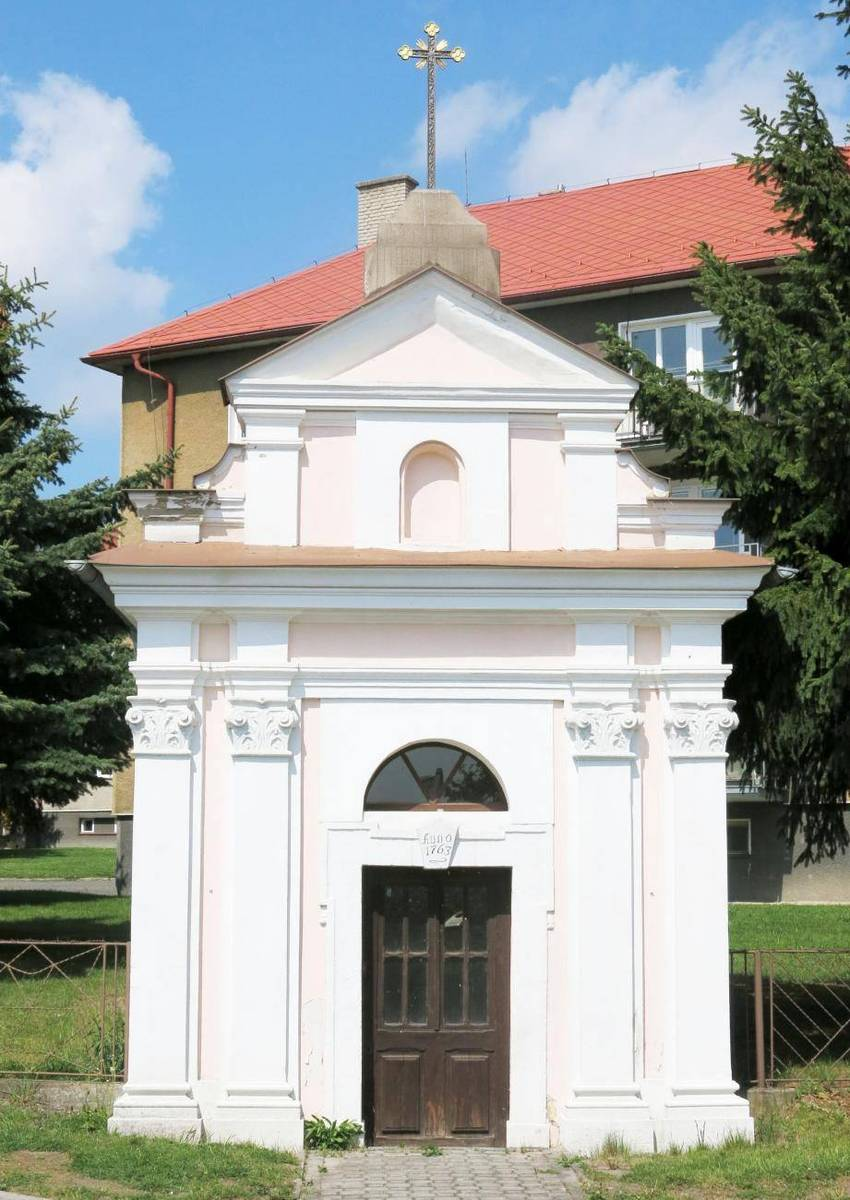
Kaple z průčelí

Kaple pochází z roku 1763. Je pozdně barokním stylu, téměř čtvercového půdorysu. Má průčelí členěné pilastry, které je vyvrcholeno volutovým štítem s nikou do níž patří soška Panny Marie. Nad obdélným portálem v rámci s uchy je oválné okno. Boční fasády jsou členěny pilastry. Uvnitř má kaple plochý strop, v bočních stěnách jsou výklenky s barokními soškami sv. Jana Nepomuckého a sv. Antonína Paduánského.

## Další údaje
V hlavních evidencích českolipského vikariátu a ani litoměřického biskupství není zapsaná, protože tyto zdroje nezachycují menší sakrální objekty. Nalézá se na křižovatce ulic nyní pojmenovaných Generála Svobody a Dobrovského.